# 艾森海姆
艾森海姆是德国巴伐利亚州的一个市镇。总面积11.55平方公里，总人口1326人，其中男性672人，女性654人（2011年12月31日），人口密度115人/平方公里。